# كرايغ هوارد
كرايغ هوارد (بالإنجليزية: Craig Howard)‏ (8 أبريل 1974 بملبورن في أستراليا - ) هو لاعب كريكت أسترالي. لعب مع فريق فكتوريا للكريكت.

## وصلات خارجية
- كرايغ هوارد على موقع إي آس بي آن كريك إنفو (الإنجليزية)